# Heinrich Gustav Reichenbach
Heinrich Gustav Reichenbach (Dresden, 1823 – Hamburg, 1889) va ser un botànic alemany especialitzat en les orquídies. El seu pare, Heinrich Gottlieb Ludwig Reichenbach (autor d'Icones Florae Germanicae et Helveticae) també era un botànic.

## Biografia
Ajudà el seu pare a redactar l'obra Icones. Va esdevenir doctor en botànica amb una tesi sobre el pol·len de les orquídies.
H.G. Reichenbach va passar a ser l'autoritat mundial en orquídies quan l'altre gran especialista i amic seu, John Lindley va morir el 1865.
Tenia un herbari i una biblioteca immensos que van ser donats al 'Naturhistorisches Museum' de Viena, en lloc de fer-ho a Kew Gardens),i amb la condició que ningú els consultés fins passats 25 anys de la seva mort. Reichenbach probablement actuà d'aquesta manera per ressentiment pel nomenament de l'autodidacta Robert Allen Rolfe, com a taxonomista en cap de Kew.
Després de la mort de Reichenbach, la seva obra va ser continuada per Friedrich Wilhelm Ludwig (“Fritz”) Kraenzlin (1847-1934).
L'any 1886, Frederick Sander encarregà a Henry George Moon (1857-1905), pintar les plaques d'orquídies amb les descripcions de Reichenbach (1888-1894). Aquesta publicació mensual es va conèixer com a Reichenbachia i són la font més rica d'orquídies que s'hagi fet .

## Gèneres, espècies i subespècies a qui ell va donar el nom inclouen
- Reichenbachanthus
- Chondrorhyncha reichenbachiana (actualment un sinònim de Benzingia reichenbachiana (Schltr.) Dressler 2005)
- Kefersteinia reichenbachiana
- Masdevallia reichenbachiana
- Microstylis reichenbachiana
- Nepeta reichenbachiana
- Phalaenopsis reichenbachiana
- Pinguicula longifolia subsp. reichenbachiana
- Restrepiopsis reichenbachiana
- Sievekingia reichenbachiana
- Stanhopea reichenbachiana
- Viola reichenbachiana

## Algunes obres
- REICHENBACH, H.G. De pollinis Orchidearum genesi ac structura et de Orchideis in artem ac systema redigendis. Commentatio quam ex auctoritate amplissimi philosophorum ordinis die mensis julii decimo hora decima MDCCCLII illustris ictorum ordinis concessu in auditorio juridico pro venia docendi impetranda publice defendet. Lipsiae, F. Hofmeister, 1852 (on the origin and structure of orchid pollen)
- REICHENBACH, H.G. Beiträge zu einer Orchideenkunde Central-Amerika's. Hamburg, T.G. Meissner, 1866.
- Reichenbach, H. G. & Kraenzlin, W. L.. Xenia Orchidacea. Beiträge zur Kenntniss der Orchideen.  Leipzig: F.A. Brockhaus, 1858–1900.